# Kief

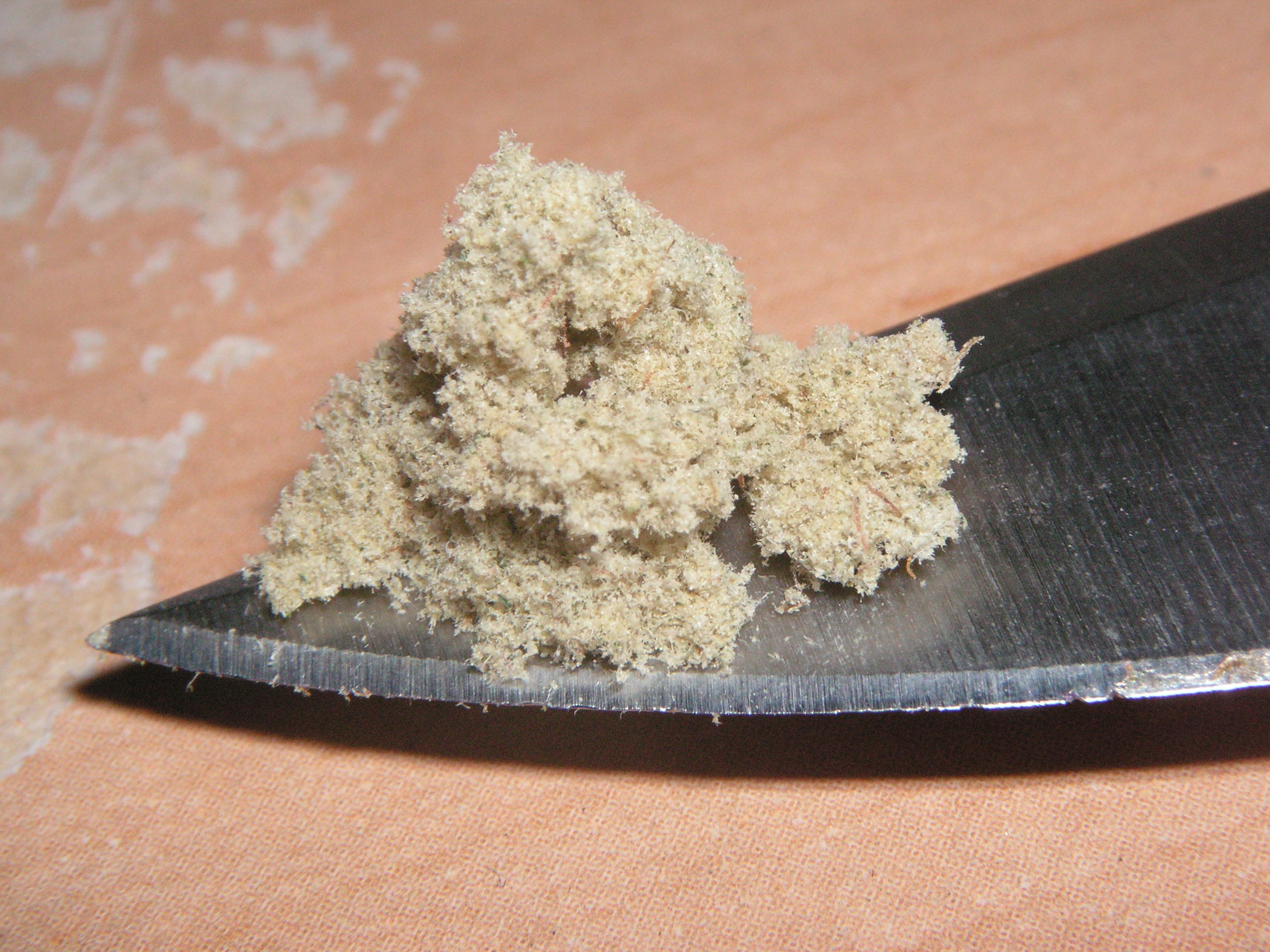
Kief

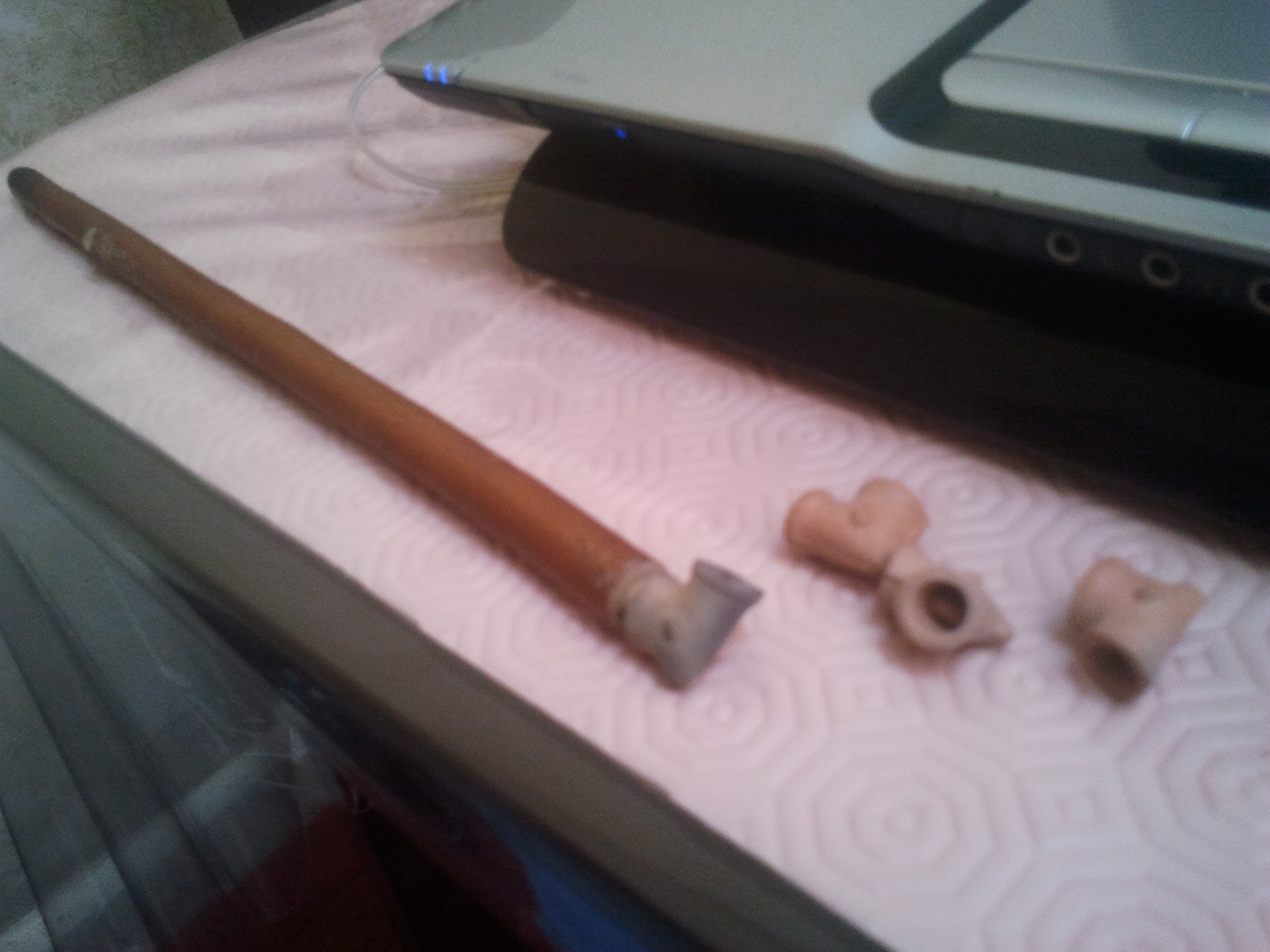
Sebsi, cachimbo marroquino

Kief ou kif  (do Àrabe: كيف kayf), é feito a partir de tricomas (incorrectamente referida muitas vezes como "pólen"), retiradas das folhas e flores das plantas Cannabis. Também pode ser compactado para produzir uma forma de haxixe, ou consumido em forma de pó. Pode ser fumado de várias maneiras, inclusive utilizando cachimbos, um vaporizador ou um papel próprio para enrolar. Contém ainda, uma quantidade muito maior de concentração de ingredientes, como THC, para além dos da preparação do cannabis, a partir do qual é derivado.